# Szücs Jenő (labdarúgó)
Szücs Jenő (Győr, 1917. január 29. – Győr, 1985. szeptember 14.) labdarúgó, sportvezető.

## Pályafutása
1934-ben kezdte a labdarúgást a győri MÁV-DAC-ban. Visszavonulása után, mint szakosztályvezető dolgozott a csapatnál. Az 1950-es években labdarúgó-játékvezető, az 1960-as években játékvezető ellenőr volt.
Az 1950-es évek közepétől vendéglős, majd szövőipari kisiparos volt.